# جيمس باروت
جيمس باروت (بالإنجليزية: James Parrott)‏ (و. 1897 – 1939 م) هو مخرج أفلام، وممثل هزلي، وكاتب سيناريو أمريكي، ولد في بالتيمور، توفي في لوس أنجلوس، عن عمر يناهز 42 عاماً، بسبب نوبة قلبية.

## وصلات خارجية
- جيمس باروت على موقع IMDb (الإنجليزية)
- جيمس باروت على موقع ألو سيني (الفرنسية)
- جيمس باروت على موقع أول موفي (الإنجليزية)
- جيمس باروت على موقع قاعدة بيانات الأفلام السويدية (السويدية)
- جيمس باروت على موقع قاعدة بيانات الفيلم (الإنجليزية)
- جيمس باروت على موقع كينوبويسك (الروسية)